# Conan O’Brien
Conan Christopher O’Brien, född 18 april 1963 i Brookline (förstad till Boston) i Massachusetts, är en amerikansk talkshowvärd, komiker och manusförfattare. O’Brien var under 28 år värd för talkshower som Late Night with Conan O’Brien (1993–2009), The Tonight Show (2009–2010) och Conan (2010–2021). Innan detta verkade han som manusförfattare på Saturday Night Live (1987–1991) och Simpsons (1991–1993).
O'Brien har nominerats till 30 Emmy Awards och vunnit fem.

## Biografi
Conan O’Brien, vars föräldrar härstammar från Irland, började som manusförfattare till humorprogrammen Saturday Night Live och Simpsons. Hans insatser för Saturday Night Live gav honom en Emmy Award 1989. 1993 blev han programledare för en egen talkshow - Late Night with Conan O’Brien, vilken han övertog från David Letterman när Letterman gick vidare till en bättre sändningstid på nätverket CBS. Conan O’Brien har även varit programledare för TV-galor som Oscarsgalan och Emmygalan.
Den 1 juni 2009 tog O’Brien över programledarskapet för den legendariska The Tonight Show på det amerikanska nätverket NBC, vardagar kl. 23.35. Efter endast sju månader i etern lämnade O’Brien programmet den 22 januari 2010 efter en fejd med NBC och ersattes av sin företrädare Jay Leno, som återvände som programledare den 1 mars 2010. O’Brien ingick ett avtal med NBC där han förband sig att inte framträda i TV fram till och med september 2010. Den 12 april 2010 skrev han på ett kontrakt med amerikanska kabelkanalen tv-bolaget TBS, där hans nya show började sändas 8 november 2010. Pratshowen sändes klockan 23.00 och heter Conan.
2018 startade han sin podcast Conan O’Brien Needs A Friend som fick mycket gott mottagande och som har vunnit flera priser. Sedan 2024 gör han reseprogrammet Conan O’Brien Must Go som visas på Max. Programmet är en spin-off till podcasten.
O’Briens komedistil kan beskrivas som självnedlåtande. Han driver ofta med sig själv och i synnerhet sina fysiska attribut. O’Brien är enligt egen utsago "den vitaste mannen på TV" och "befann sig fortfarande i puberteten när hans talkshow började sändas". O’Brien har gjort ett antal mindre roller i TV-serier, till exempel Spin City.
År 2025 valdes han in i Television Academy Hall of Fame.
Tillsammans med sin hustru Liza Powel har han två barn.

## Kärlek till Finland
Under januari–februari 2006 blev Conan O’Brien uppmärksammad för sitt stöd för Tarja Halonen i det finländska presidentvalet. Det hela grundade sig i att O’Brien tyckte att han var en dubbelgångare till Halonen till utseendet, vilket resulterade i ett återkommande inslag i hans TV-program. Vid ett tillfälle besökte O’Brien Finland och träffade där Halonen.

## Drift med Sverige
Conan O’Brien agerade i en reklamfilm för ölmärket Budweiser under 2009 års Superbowl. I reklamfilmen drevs det med filmstjärnor som ställer upp på reklam bara det inte visas i USA. I reklamfilmen ställer O’Brien upp om den bara visas i Sverige, och det skämtades om konsekvenserna.

## Filmografi i urval
- 1993–2009 – Late Night with Conan O’Brien (TV-serie) (visades i Sverige under flera år på TV4 Plus)
- 1998 – Veronica (TV-serie)
- 1998 – Spin City (TV-serie)
- 1999 – Futurama (TV-serie) (röst)
- 2001 – Vanilla Sky (cameo)
- 2002 – The Rutles 2: Can't Buy Me Lunch (TV-film)
- 2005 – En förtrollad romans (cameo)
- 2009–2010 – The Tonight Show (visades i Sverige på den digitala betalkanalen CNBC)
- 2010–2021 – Conan (TV-serie)
- 2013 – Family Guy (TV-serie) (röst)
- 2013 – Batman: The Dark Knight Returns (röst)
- 2013 – The Secret Life of Walter Mitty 	(cameo)
- 2017 – The Lego Batman Movie (röst)
- 2018–2021 – Conan O'Brien Needs a Friend (podcast)
- 2025 – If I Had Legs I'd Kick You